# Relaciones España-Chad
Las Relaciones España-Chad son las relaciones internacionales entre estos dos países. España tiene una oficina de la Embajada en Yamena (dependiente de la Embajada española en Yaundé, Camerún). La embajada de Chad en París, Francia está acreditada ante España.

## Relaciones diplomáticas
España estableció relaciones diplomáticas con Chad en 1975. La Embajada de España en Yaundé sustituyó en 1983 a la de Trípoli como acreditada ante Yamena.
Las relaciones se ven fortalecidas por el compromiso de ambos países en la lucha contra el terrorismo en el Sahel y, en este contexto, ambos Ministros de Asuntos exteriores mantuvieron una reunión en la Cumbre de Donantes de Malí en Bruselas, el mes de mayo de 2013, en la Cumbre sobre Libia en Roma, en marzo de 2014, y en Madrid en septiembre de 2014. El pasado 6 y 7 de mayo de 2015 el Secretario de Estado de Asuntos Exteriores efectuó una visita oficial, en la que tuvo ocasión de entrevistarse con el ministro de Relaciones Exteriores y su equipo y de visitar la sede de la operación militar Barkhane.
Las relaciones podrán seguir consolidándose en el caso de que ambos países coincidan como miembros no permanentes en el consejo de Seguridad de Naciones Unidas en el año 2015.

## Relaciones económicas
A pesar del alto ritmo de crecimiento de la economía chadiana de los últimos años y del interés que despiertan los grandes proyectos de infraestructuras, el difícil clima de negocios (país 189 en índice Doing Business) no ha atraído a empresas españolas.
Las exportaciones españolas a Chad han aumentado sensiblemente desde los 4,2 millones de euros en 2011 hasta los 7,65 millones en 2013. En 2014 la caída de los ingresos petrolíferos se notó en la demanda chadiana, estancándose sus importaciones en 7,15 millones y rompiendo así la tendencia creciente. Los últimos datos disponibles parecen indicar que se retoma la senda creciente, ya que se exportaron 1,67 millones entre enero y febrero de 2015. Chad es el 162º cliente para España.
No obstante, el importe final no queda convenientemente recogido en las estadísticas, ya que la mayoría de las mercancías se desembarcan en el puerto
de Douala (Camerún) y posteriormente se reexportan a Chad por cauces informales.
Por su parte, las importaciones procedentes de Chad bajaron de 660.000 euros en 2011 a 190.000 euros en 2012, si bien desde entonces han vuelto a estabilizarse en torno a las cifras anteriores: 600.000 euros en 2013 y 500.000 euros en 2014. Chad es nuestro 177º proveedor. La deuda de Chad con España asciende a 60.000€ correspondientes a deuda procedente de dos créditos FIEM/FONPRODE (antiguo FAD). En el ámbito de la cooperación, aunque no se trata de un país prioritario, cabe destacar la contribución de 269.760 euros, en el marco del Convenio de Emergencias entre la AECID y la ONG Intermon Oxfam, para integración de refugiados provenientes de RCA, en enero de 2014.

## Cooperación
Aunque no hay OTC en Chad, el país recibió ayuda mediante diversos proyectos finalistas de Organismos Internacionales:
- Contribución de 500.000 EUR a UNICEF para proyecto “Respuesta a la crisis nutricional en Chad”, en el marco del Fondo de respuesta para contextos humanitarios con ese Organismo, 2012.
- Contribución de 500.000 EUR, en el marco del Convenio Humanitario de la AECID con la OMS para el proyecto “Respuesta a la crisis alimentaria y nutricional en Chad y Sahel” , 2012.
- Contribución de 250.000 EUR para proyectos de coordinación humanitaria con cargo al Fondo España-OCHA, 2012.
- Contribución de 200.000 euros, en el marco del Convenio de Emergencias entre la AECID y la ONG Intermon Oxfam, para integración de refugiados provenientes de RCA, en enero de 2014.

Varias comunidades autónomas financian proyectos especialmente de congregaciones religiosas, las más presentes en el país. Algunos ayuntamientos financian proyectos especialmente de congregaciones religiosas. Además, distintas Órdenes religiosas realizan labores asistenciales y educativas.
En el Sur, especialmente en la diócesis de Lai, el obispo español Mons. Miguel Sebastián con varias congregaciones y voluntarios españoles, realizan una gran labor social que incluye la acogida de niños abandonados o el tratamiento de sida en conjunción con medicina natural.